# Amphoe Ko Lanta
Amphoe Ko Lanta (thailändisch อำเภอ เกาะลันตา) ist ein Landkreis (Amphoe – Verwaltungs-Distrikt) im Süden der Provinz Krabi. Die Provinz Krabi liegt in der Südregion von Thailand, etwa 810 km südlich von Bangkok. 
Ko Lanta ist auch der Name einer Doppel-Insel in der Straße von Malakka. 

## Geographie
Ko Lanta besteht aus zwei Inseln, die beide Teil des „Mu Ko Lanta Nationalparks“ (อุทยานแห่งชาติหมู่เกาะลันตา) sind. Sie heißen „Lanta Yai“ (เกาะลันตาใหญ่, Groß-Lanta, mit einer Ausdehnung von etwa 27 km Länge und 12–15 km Breite) und „Lanta Noi“ (เกาะลันตาน้อย, Klein-Lanta). Ko Lanta Noi im Norden wird von Ko Lanta Yai im Süden durch einen etwa einen Kilometer breiten, natürlichen Meerwasserfahrweg getrennt. Während Lanta Noi nahezu unbewohnt ist, ist Lanta Yai touristisch gut erschlossen.

## Demographie
Ko Lanta Yai hat ungefähr 20.000 Einwohner, überwiegend moslemische Fischer. Etwa 4 % der Bevölkerung sind chinesischstämmige Kaufleute, etwa 1 % gehören der Volksgruppe der Moken an, die oft auch als „Seezigeuner“ bezeichnet werden. Neben dem Haupterwerbszweig, der Fischerei, betreiben die Einwohner noch Viehzucht, Reisanbau und bewirtschaften Kokos- und Kautschukplantagen.

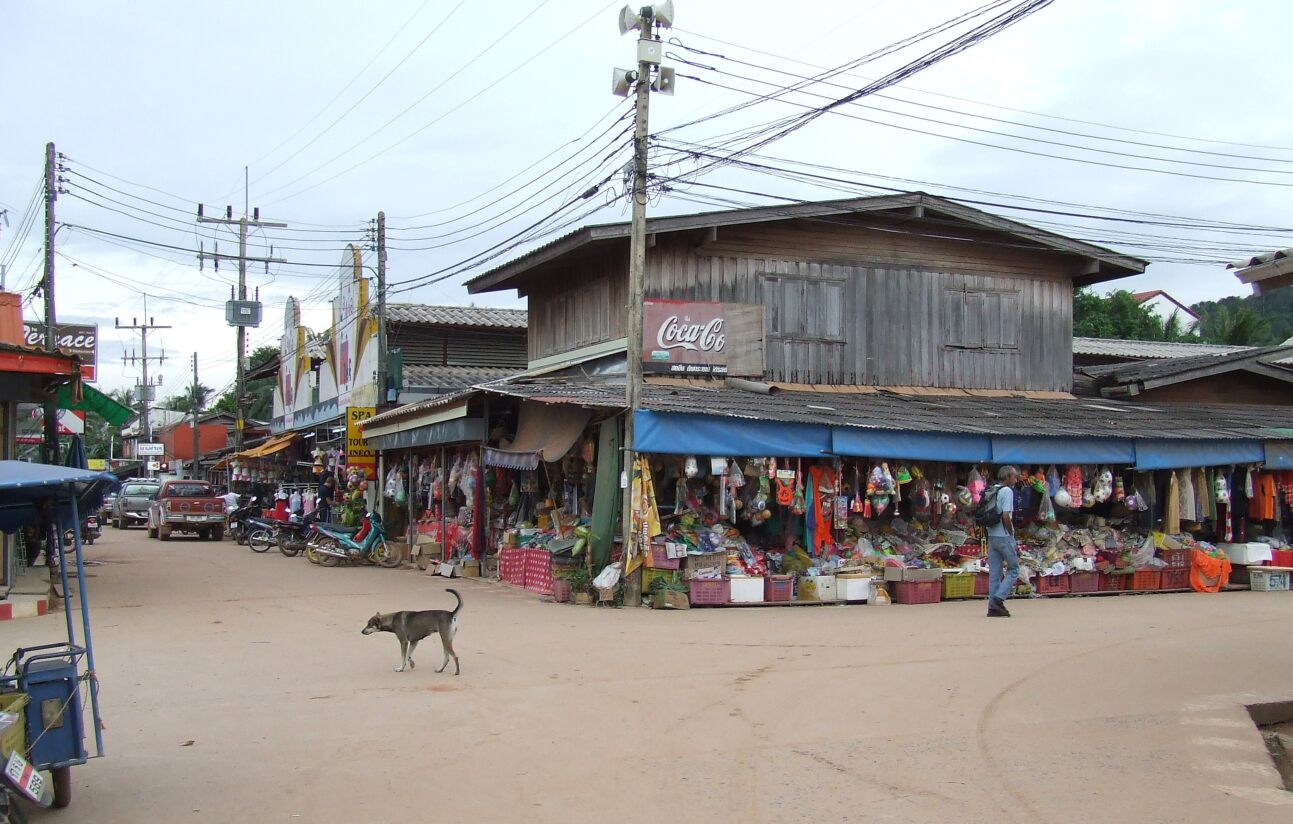
Ban Saladan auf Ko Lanta Yai

## Geschichte
Der Landkreis Ko Lanta wurde im Dezember 1901 eingerichtet.
Der Ursprung des Namens ist unklar, möglicherweise kommt er von dem javanischen Wort Lantas, welches eine Art Fischgrill bezeichnet. Der Landkreis erhielt im Jahr 1917 offiziell den Namen „Ko Lanta“.

## Verwaltung

### Provinzverwaltung

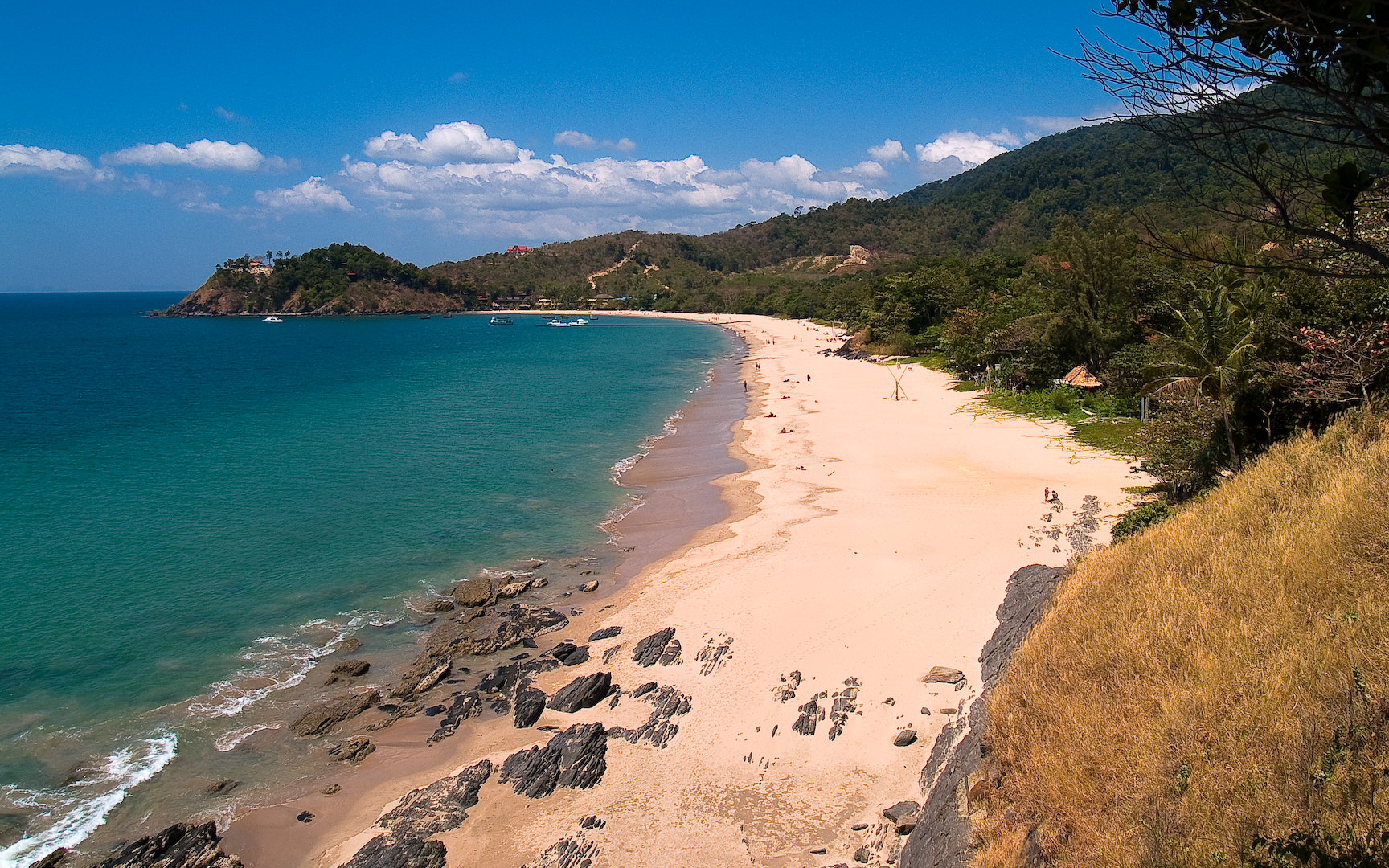
Strand in Ko Lanta Yai

Ko Lanta ist in fünf Gemeinden (Tambon) eingeteilt, welche wiederum in 37 Dorfgemeinschaften (Muban) unterteilt sind. 
| \| No. \| Name \| Thai \| Muban \| Einw.[1] \| \| --- \| ------------ \| ----------- \| ----- \| -------- \| \| 1. \| Ko Lanta Yai \| เกาะลันตาใหญ่ \| 08 \| 7.181 \| \| 2. \| Ko Lanta Noi \| เกาะลันตาน้อย \| 08 \| 5.553 \| \| 3. \| Ko Klang \| เกาะกลาง \| 10 \| 7.942 \| \| 4. \| Khlong Yang \| คลองยาง \| 06 \| 5.835 \| \| 5. \| Sala Dan \| ศาลาด่าน \| 05 \| 5.913 \| |              |             |       |       |
| No. | Name         | Thai        | Muban | Einw. |
| 1. | Ko Lanta Yai | เกาะลันตาใหญ่ | 08    | 7.181 |
| 2. | Ko Lanta Noi | เกาะลันตาน้อย | 08    | 5.553 |
| 3. | Ko Klang     | เกาะกลาง    | 10    | 7.942 |
| 4. | Khlong Yang  | คลองยาง     | 06    | 5.835 |
| 5. | Sala Dan     | ศาลาด่าน     | 05    | 5.913 |

### Lokalverwaltung
Ko Lanta Yai (เทศบาลตำบลเกาะลันตาใหญ่) ist eine Kleinstadt (Thesaban Tambon) im Landkreis, sie besteht aus Teilen des Tambon Ko Lanta Yai.
Außerdem gibt es fünf „Tambon-Verwaltungsorganisationen“ (TAO, องค์การบริหารส่วนตำบล) für die Tambon oder die Teile von Tambon im Landkreis, die zu keiner Stadt gehören.